# Abutilon leucopetalum
Abutilon leucopetalum là một loài thực vật có hoa trong họ Cẩm quỳ. Loài này được (F.Muell.) Benth. mô tả khoa học đầu tiên năm 1863.